# Oxytropis borealis
Oxytropis borealis är en ärtväxtart. Oxytropis borealis ingår i släktet klovedlar, och familjen ärtväxter. Utöver nominatformen finns också underarten O. b. australis.

## Bildgalleri

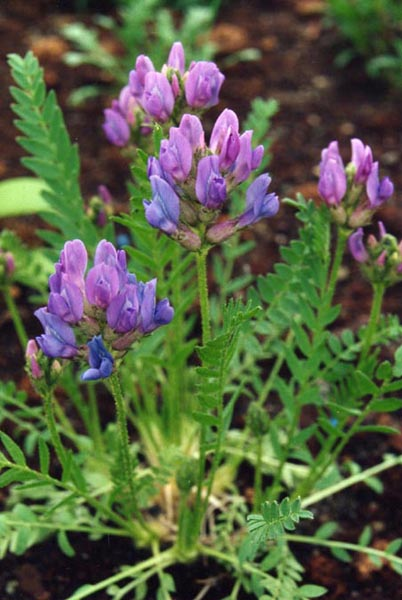
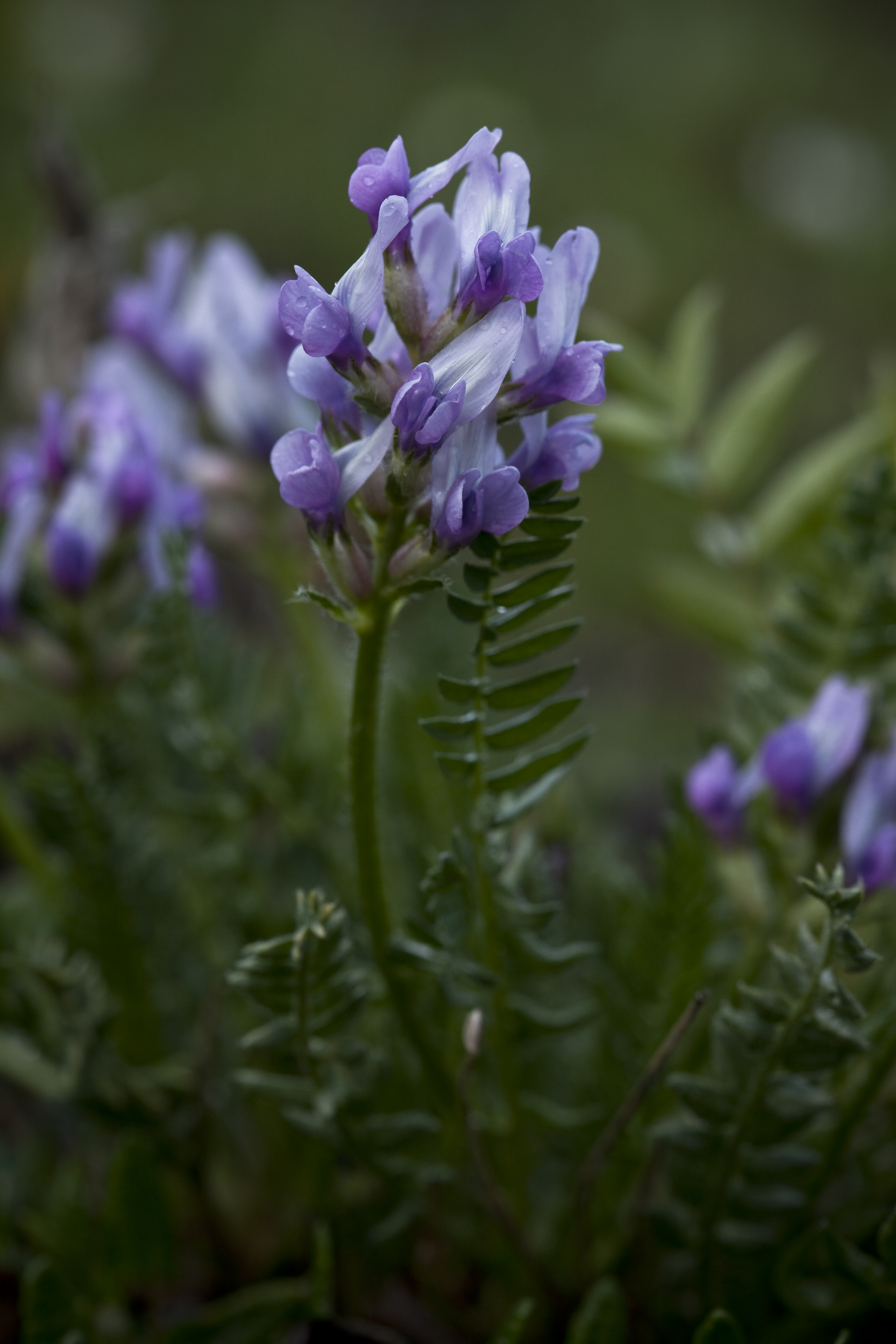